# Premi Unión de Actores a la millor interpretació protagonista de cinema
El Premi a la millor interpretació protagonista en la seva secció de cinema lliurat per la Unión de Actores y Actrices entre 1991 i 2001 reconeixia la millor interpretació d'un actor o actriu principal dins d'una pel·lícula.
Des de l'edició dels 2002, aquesta categoria es desdobla en:
- Millor actriu protagonista de cinema
- Millor actor protagonista de cinema

## Premis
| Any  | Guanyadora           | Pel·lícula                                      |
| ---- | -------------------- | ----------------------------------------------- |
| 2001 | Pilar López de Ayala | Juana la Loca                                   |
| 2000 | Carmen Maura         | La comunidad                                    |
| 1999 | María Galiana        | Solas                                           |
| 1998 | Penélope Cruz        | La niña de tus ojos                             |
| 1997 | Jordi Mollà          | La buena estrella                               |
| 1996 | Terele Pávez         | La Celestina                                    |
| 1995 | Victoria Abril       | Nadie hablará de nosotras cuando hayamos muerto |
| 1994 | Carmelo Gómez        | Días contados                                   |
| 1993 | Emma Suárez          | La ardilla roja                                 |
| 1992 | Carmelo Gómez        | Vacas                                           |
| 1991 | Marisa Paredes       | Tacones lejanos                                 |